# Důlní míra
Důlní míra (do roku 1805) nebo dolová míra (do roku 1957) bylo označení výměry pozemku, pod kterým se propůjčovalo právo těžby nerostných surovin. Dolové míry byly zrušeny Zákonem č. 41/1957 Sb. o využití nerostného bohatství (horní zákon).

## Definice
Důlní míra je výměra pozemků, na kterých nebo pod kterými se propůjčovalo právo (tzv. propůjčka) na dobývání vyhrazených (užitkových) nerostů, jestliže byly kutáním (vyhledáváním) odkryty. Důlní míra je pravoúhelník o ploše 45 116 m², jehož kratší strana je minimálně 106 m dlouhá. Propůjčka se udělovala na důlní míry, přebytky a na míry povrchové. U uhlí byl nárok na nejméně dvojitou důlní míru, tj. dvě jednoduché důlní míry, které spolu souvisely delšími stranami. Tam, kde již propůjčené důlní míry uzavíraly území tak, že nebylo možné položit pravidelnou důlní míru, mohla být na tuto část, tzv. přebytek, udělena také propůjčka, ale jen majiteli některé ze sousedících důlních měr. Více důlních měr položených vedle sebe v téže propůjčce tvořily důlní pole.
Povrchová míra nezasahovala do „věčné hloubky“ jako důlní míra, nýbrž jen k pevné hornině a její plocha nesměla přesahovat 15 000 m².
Pro kutací práce byl vytyčován kutací okrsek (kutací kruh), který představoval výhradní kutiště. Výhradní kutiště bylo vymezeno vodorovným kruhem, byl pokládán na povrchu a měl poloměr 1000 vídeňských sáhů. Vlastník kutacího kruhu měl po určitou dobu právo na této ploše provádět práce potřebné pro vyhledávání a odkrytí vyhrazeného nerostu (kutací práce). Po odkrytí vyhrazeného nerostu (prokazatelný nález) měl tento kutéř přednostní právo na propůjčku důlních měr.
Důlní míry udělovaly příslušné Substituce horních soudů. Porušení hranic prostoru vymezeného důlní mírou se řešilo soudní cestou. Hranice se vytyčovaly hraničními kameny, na kterých byl hornický znak křížený mlátek a želízko a zpravidla letopočet.

## Historie
Jihlavské horní právo z roku 1249 ve svých čtyřech kapitolách se zabývá: spolehlivým vyměřením důlních měr, čili horního majetku, zavedlo prioritu nálezu ložiska pro udělení důlních propůjček, dbalo na hospodárné dobývání a vydobytí nerostných zásob. Důlní míry byly vyjádřeny v sáhové měrové soustavě.
Rakouský Obecný horní zákon vstoupil v platnost v roce 1854. V průběhu jeho platnosti byly jednotlivé jeho články měněny a doplňovány až do roku 1918 a pak i po vyhlášení Československé republiky zůstal v podstatě platným až do roku 1957.
Pojem důlní míra se v rakousko-uherské monarchii používal do roku 1805 jako označení plochy propůjčky pro dobývání nerostu. Byla stanovena pro tvar obdélníka o rozměrech 112 × 224 klaftrů (asi 212 × 426 m). Po vydání patentu o dolových mírách, který vydal císař František II. dne 23. března 1805, se užíval název dolová míra, až do vyhlášení československého horního zákona v roce 1957. V roce 1819 dolová míra snížená na šířku 56 klaftrů (asi 106 m) a délka zachována 224 klaftrů, také byla stanovena hloubka 100 klaftrů (190 m).
Podle Zákona č.41/1957 Sb. byl dobývací prostor stanoven na základě výsledků průzkumu ložiska podle uložení, rozsahu, tvaru, mocnosti ložiska.
Podle Zákona č. 44/1988 Sb. hranice dobývacího prostoru stanovuje obvodní báňský úřad v součinnosti s dalšími institucemi státní správy, kterých se toto dotýká. Hranice dobývacího prostoru je uzavřený geometrický obrazec s přímými stranami. Určuje se na povrchu.